# Lijst van Nederlandse etappewinnaars Ronde van Spanje
Onderstaande lijst toont alle Nederlandse etappeoverwinningen in de Ronde van Spanje. Het totaal aantal Nederlandse individuele etappeoverwinningen bedraagt 114. Renners in het vet gedrukt zijn renners die nu nog actief zijn.
| Naam                 | Totaal | Jaar | Etappe                                                        |
| -------------------- | ------ | ---- | ------------------------------------------------------------- |
| Thymen Arensman      | 1      | 2022 | 15e etappe Martos - Sierra Nevada (149,6km)                   |
| Kees Bal             | 1      | 1979 | 18e etappe B Comenar - Azuqueca de Henares (104 km)           |
| Jeroen Blijlevens    | 5      | 1995 | 10e etappe Córdoba - Sevilla (162,5 km)                       |
| Jeroen Blijlevens    | 5      | 1996 | 5e etappe Murcia - Almería (208 km)                           |
| Jeroen Blijlevens    | 5      | 1998 | 2e etappe Córdoba - Cádiz (234,6 km)                          |
| Jeroen Blijlevens    | 5      | 1998 | 5e etappe Olula del Rio - Murcia (165,5 km)                   |
| Jeroen Blijlevens    | 5      | 1999 | 22e etappe Madrid - Madrid (163 km)                           |
| Léon van Bon         | 1      | 1997 | 18e etappe Burgos - Valladolid (184 km)                       |
| Lars Boom            | 1      | 2009 | 15e etappe Jaén - Córdoba (168 km)                            |
| Erik Breukink        | 1      | 1992 | 7e etappe Alquerias - Model Sports (49,5 km)                  |
| Tom Cordes           | 1      | 1992 | 16e etappe Oviedo - León (162 km)                             |
| Evert Dolman         | 1      | 1967 | 6e etappe Albacete - Benidorm (212 km)                        |
| Tom Dumoulin         | 2      | 2015 | 9e etappe Torrevieja - Cumbre del Sol, Benitachell (168,3 km) |
| Tom Dumoulin         | 2      | 2015 | 17e etappe Burgos – Burgos (38,7 km)                          |
| Ab Geldermans        | 1      | 1962 | 10e etappe Valdepeñas - Madrid (210 km)                       |
| Robert Gesink        | 1      | 2016 | 14e etappe Dantxarinea – Col d'Aubisque (195,6 km)            |
| Cees Haast           | 2      | 1966 | 7e etappe Calatayud - Zaragoza (105 km)                       |
| Cees Haast           | 2      | 1966 | 13e etappe Pamplona - San Sebastian (131 km)                  |
| Jan Harings          | 1      | 1967 | 10e etappe A Sitges - Barcelona (39 km)                       |
| Gerard Harings       | 3      | 1971 | 1e etappe Almería - Aguilas (126 km)                          |
| Gerard Harings       | 3      | 1972 | 4e etappe Tarragona - Barcelona (251 km)                      |
| Gerard Harings       | 3      | 1972 | 9e etappe A Tarragona - Barcelona (118 km)                    |
| Max van Heeswijk     | 2      | 1997 | 22e etappe Madrid - Madrid (154 km)                           |
| Max van Heeswijk     | 2      | 2005 | 7e etappe Teruel - Vinaròs (210 km)                           |
| Mathieu Hermans      | 9      | 1988 | 4e etappe Alcala del Rio - Badajoz (210 km)                   |
| Mathieu Hermans      | 9      | 1988 | 6e etappe Bejar - Valladolid (202 km)                         |
| Mathieu Hermans      | 9      | 1988 | 7e etappe Valladolid - León (160 km)                          |
| Mathieu Hermans      | 9      | 1988 | 10e etappe Oviedo - Santander (197,3 km)                      |
| Mathieu Hermans      | 9      | 1988 | 16e etappe Valencia - Albacete (192 km)                       |
| Mathieu Hermans      | 9      | 1988 | 21e etappe Villalba - Madrid (202 km)                         |
| Mathieu Hermans      | 9      | 1989 | 13e etappe Benasque - Jaca (161 km)                           |
| Mathieu Hermans      | 9      | 1989 | 14e etappe Jaca - Zaragoza (165 km)                           |
| Mathieu Hermans      | 9      | 1989 | 19e etappe León - Valladolid (159 km)                         |
| Fedor den Hertog     | 1      | 1977 | 3e etappe Murcia - Benidorm (200 km)                          |
| Adri van Houwelingen | 1      | 1979 | 16e etappe A León - Valladolid (134 km)                       |
| Fabio Jakobsen       | 5      | 2019 | 4e etappe Cullera - El Puig (175,5 km)                        |
| Fabio Jakobsen       | 5      | 2019 | 21e etappe Fuenlabrada - Madrid (106,6 km)                    |
| Fabio Jakobsen       | 5      | 2021 | 4e etappe El Burga de Osma - Molina de Aragón (163,9)         |
| Fabio Jakobsen       | 5      | 2021 | 8e etappe Santa Pola - La Manga del Mar Menor (173,7 km)      |
| Fabio Jakobsen       | 5      | 2021 | 16e etappe Laredo - Santa Cruz de Bezana (180 km)             |
| Jan Janssen          | 3      | 1967 | 1e etappe B Vigo - Vigo (4,1 km)                              |
| Jan Janssen          | 3      | 1968 | 1e etappe A Zaragoza - Zaragoza (130 km)                      |
| Jan Janssen          | 3      | 1968 | 1e etappe B Zaragoza - Zaragoza (4 km)                        |
| Gerben Karstens      | 14     | 1966 | 12e etappe Huesca - Pamplona (221 km)                         |
| Gerben Karstens      | 14     | 1966 | 15e etappe B Haro - Logroño (52 km)                           |
| Gerben Karstens      | 14     | 1966 | 17e etappe Burgos - Santander (226 km)                        |
| Gerben Karstens      | 14     | 1967 | 7e etappe Benidorm - Valencia (148 km)                        |
| Gerben Karstens      | 14     | 1967 | 10e etappe B Barcelona - Barcelona (45 km)                    |
| Gerben Karstens      | 14     | 1967 | 17e etappe Villabona - Zarauz (28 km)                         |
| Gerben Karstens      | 14     | 1967 | 18e etappe Zarauz - Bilbao (175 km)                           |
| Gerben Karstens      | 14     | 1971 | 11e etappe A San Sebastian - Bilbao (140 km)                  |
| Gerben Karstens      | 14     | 1973 | 2e etappe Murcia - Albacete (156 km)                          |
| Gerben Karstens      | 14     | 1973 | 5e etappe Cuenca - Teruel (191 km)                            |
| Gerben Karstens      | 14     | 1973 | 7e etappe P. de Farnals - Castellon (165 km)                  |
| Gerben Karstens      | 14     | 1973 | 12e etappe Manresa - Zaragoza (259 km)                        |
| Gerben Karstens      | 14     | 1974 | 16e etappe Laredo - Bilbao (133 km)                           |
| Gerben Karstens      | 14     | 1976 | 12e etappe Pamplona - Logroño (168 km)                        |
| Fons van Katwijk     | 2      | 1978 | 6e etappe Torrelaguna - Torrejon de Ardoz (46 km)             |
| Fons van Katwijk     | 2      | 1978 | 8e etappe Cuenca - Benicasim (249 km)                         |
| Cees Koeken          | 1      | 1972 | 8e etappe Vinaroz - Tarragona (189 km)                        |
| Jans Koerts          | 1      | 2000 | 3e etappe Montoro - Valdepeñas (198,4 km)                     |
| Hennie Kuiper        | 2      | 1975 | 18e etappe Bilbao - Miranda (186 km)                          |
| Hennie Kuiper        | 2      | 1976 | 4e etappe Jáen - Baza (166 km)                                |
| Jan Lambrichs        | 1      | 1946 | 5e etappe Sevilla - Granada (251 km)                          |
| Jos Lammertink       | 2      | 1980 | 9e etappe Logroño - Burgos (138 km)                           |
| Jos Lammertink       | 2      | 1981 | 6e etappe Mérida - Sevilla (199 km)                           |
| Bert-Jan Lindeman    | 1      | 2015 | 7e etappe Jódar - La Alpujarra (191,1 km)                     |
| Bas Maliepaard       | 1      | 1963 | 5e etappe Bilbao - Bilbao (191 km)                            |
| Bauke Mollema        | 1      | 2013 | 17e etappe Calahorra - Burgos (189 km)                        |
| Heddie Nieuwdorp     | 1      | 1981 | 5e etappe Cáceres - Merida (152 km)                           |
| Erwin Nijboer        | 1      | 1990 | 4e etappe Murcia - Almería (233,2 km)                         |
| Henk Nijdam          | 4      | 1966 | 8e etappe Zaragoza - Lérida (144 km)                          |
| Henk Nijdam          | 4      | 1966 | 10e etappe B Barcelona - Barcelona (49 km)                    |
| Henk Nijdam          | 4      | 1966 | 16e etappe Logroño - Burgos (116 km)                          |
| Henk Nijdam          | 4      | 1967 | 12e etappe Andorra - Lérida (158 km)                          |
| Bert Oosterbosch     | 1      | 1985 | Proloog Valladolid - Valladolid (5,6 km)                      |
| René Pijnen          | 4      | 1971 | Proloog Almería - Almería (4.2 km)                            |
| René Pijnen          | 4      | 1971 | 5e etappe Banicasim - Salou (172 km)                          |
| René Pijnen          | 4      | 1971 | 17e etappe B Madrid - Madrid (5,3 km)                         |
| René Pijnen          | 4      | 1972 | Proloog Fuengirola - Fuengirola (6 km)                        |
| Wout Poels           | 1      | 2023 | 20e etappe Manzanares El Real - Guadarrama (208km)            |
| Danny van Poppel     | 1      | 2015 | 12e etappe Escaldes-Engordany – Lleida (173 km)               |
| Jean-Paul van Poppel | 9      | 1991 | 6e etappe Albacete - Valencia (236,5 km)                      |
| Jean-Paul van Poppel | 9      | 1991 | 9e etappe TVE San Cugat - Lloret de Mar (140 km)              |
| Jean-Paul van Poppel | 9      | 1991 | 13e etappe Benasque - Zaragoza (219 km)                       |
| Jean-Paul van Poppel | 9      | 1991 | 21e etappe Collado Villalba - Madrid (169,6 km)               |
| Jean-Paul van Poppel | 9      | 1992 | 3e etappe Jerez - Córdoba (205 km)                            |
| Jean-Paul van Poppel | 9      | 1992 | 5e etappe Albacete - Gandia (213 km)                          |
| Jean-Paul van Poppel | 9      | 1993 | 3e etappe La Gudina - Salamanca (233,4 km)                    |
| Jean-Paul van Poppel | 9      | 1993 | 7e etappe Aranjuez - Albacete (225,1 km)                      |
| Jean-Paul van Poppel | 9      | 1994 | 8e etappe Benidorm - Valencia (166 km)                        |
| Cees Priem           | 2      | 1976 | 14e etappe Paredes Nava - Gijon (249 km)                      |
| Cees Priem           | 2      | 1977 | 10e etappe Salou - Barcelona (144 km)                         |
| Jo de Roo            | 1      | 1966 | 6e etappe Madrid - Calatayud (225 km)                         |
| Adri Schipper        | 1      | 1978 | 1e etappe Gijon - Gijon (144 km)                              |
| Jan Serpenti         | 1      | 1970 | 14e etappe Soria - Valladolid (238 km)                        |
| Theo Smit            | 2      | 1976 | 3e etappe Priego de Córdoba - Jáen (177 km)                   |
| Theo Smit            | 2      | 1976 | 5e etappe Baza - Cartagena (201 km)                           |
| Michel Stolker       | 1      | 1964 | 8e etappe Jaca - Pamplona (205 km)                            |
| Luc Suykerbuyk       | 1      | 1989 | 6e etappe Bejar - Ávila (197,5)                               |
| Gerard Vianen        | 3      | 1971 | 10e etappe Pamplona - San Sebastian (120 km)                  |
| Gerard Vianen        | 3      | 1972 | 2e etappe Cabra - Granada (206 km)                            |
| Gerard Vianen        | 3      | 1972 | 15e etappe Bilbao - Torrelavega (148 km)                      |
| Jos van der Vleuten  | 3      | 1967 | 14e etappe Zaragoza - Pamplona (193 km)                       |
| Jos van der Vleuten  | 3      | 1970 | 19e etappe A San Sebastian - Llodio (104 km)                  |
| Jos van der Vleuten  | 3      | 1972 | 7e etappe Valencia - Vinaroz (181 km)                         |
| Bart Voskamp         | 2      | 1994 | 16e etappe Cangas de Onas - Alto del Narranco (150,4 km)      |
| Bart Voskamp         | 2      | 1997 | 8e etappe Granada - Córdoba (176 km)                          |
| Rini Wagtmans        | 2      | 1970 | 11e etappe Zaragoza - Calatayud (118 km)                      |
| Rini Wagtmans        | 2      | 1970 | 13e etappe Madrid - Soria (221 km)                            |
| Michel Zanoli        | 1      | 1991 | 2e etappe A Mérida - Cáceres (134,5 km)                       |
| Joop Zoetemelk       | 3      | 1971 | 16e etappe Segovia - Ávila (114 km)                           |
| Joop Zoetemelk       | 3      | 1979 | Proloog Jerez de la Frontera - Jerez de la Frontera (6,3 km)  |
| Joop Zoetemelk       | 3      | 1979 | 8e etappe B Benicasim - Benicasim (11,3 km)                   |

 winnaars · rode trui · 
 puntenklassement · 
 bergklassement · 
 combinatieklassement · 
 jongerenklassement · 
 ploegenklassement · 
 strijdlust

 Belgische leiderstruidragers · etappewinnaars

 Nederlandse leiderstruidragers · etappewinnaars
1935 · 1936 · 1937 · 1938 · 1939 · 1940 · 1941 · 1942 · 1943 · 1944 · 1945 · 1946 · 1947 · 1948 · 1949 · 1950 · 1951 · 1952 · 1953 · 1954 · 1955 · 1956 · 1957 · 1958 · 1959 · 1960 · 1961 · 1962 · 1963 · 1964 · 1965 · 1966 · 1967 · 1968 · 1969 · 1970 · 1971 · 1972 · 1973 · 1974 · 1975 · 1976 · 1977 · 1978 · 1979 · 1980 · 1981 · 1982 · 1983 · 1984 · 1985 · 1986 · 1987 · 1988 · 1989 · 1990 · 1991 · 1992 · 1993 · 1994 · 1995 · 1996 · 1997 · 1998 · 1999 · 2000 · 2001 · 2002 · 2003 · 2004 · 2005 · 2006 · 2007 · 2008 · 2009 · 2010 · 2011 · 2012 · 2013 · 2014 · 2015 · 2016 · 2017 · 2018 · 2019 · 2020 · 2021 · 2022 · 2023 · 2024 · 2025